# Juanjo Oliva
Juan José Oliva (Madrid, 1971) es un diseñador de moda y vestidos de novia.

## Biografía
Se diplomó en Diseño de Moda en la Institución Artística de Enseñanza de Madrid (IADE) y después realizó un curso de ilustración de moda en la Parsons School of Design de Nueva York. A su regreso a España, realizó su primer trabajo para la diseñadora Isabel Berz a principios de los 90, colaborando en sus desfiles de la Pasarela Cibeles.
Durante esta década trabajó como ilustrador, diseñador de moda y coordinador de desfiles para nombres tan relevantes como Zara, Helena Rohner, Antonio Pernas, Sybilla y Amaya Arzuaga.
Abre su tienda-taller en el barrio de Salamanca, en Madrid , que después trasladaría a la calle de Orfila, comercializando sus propuestas de moda prêt-à-porter y alta costura.
En 2003 desfiló por primera vez en la Pasarela Cibeles con su colección denominada "Debut". Desde entonces ha estado presente en todas sus ediciones, así como en la Pasarela Gaudí Novias, donde muestra su moda nupcial. En septiembre de 2009, presentó “virtualmente” su colección Primavera/Verano 2010 en New York Fashion Week.

## Reconocimientos
- “T” de Telva 2006 al Mejor Diseñador Nacional

- Premio L´Oréal a la Mejor Colección de la Pasarela Cibeles en dos ocasiones, Otoño Invierno 05/06 y Primavera Verano 2009

- Premio a la mejor colección joven de Cibeles en 2005 y 2008

- Le Prix d´Excellence Marie-Claire Internacional 2005 al Mejor Diseñador Novel